# لیزا کولون-زایاس
لیزا کولون-زایاس (انگلیسی: Liza Colón-Zayas؛ زادهٔ ۱۵ ژوئیهٔ ۱۹۷۲) بازیگر و نمایشنامه‌نویس اهل ایالات متحده آمریکا است. او عموماً بابت نقش خود در مجموعه کمدی درام خرس که بابت آن موفق به کسب جایزه امی ساعات پربیننده برای بهترین بازیگر نقش مکمل زن در مجموعه تلویزیونی کمدی در سال ۲۰۲۴ شد به یاد آورده می‌شود.
از دیگر فیلم‌ها یا برنامه‌های تلویزیونی که وی در آن نقش داشته است می‌توان به دیدبان سوم، نظم و قانون: واحد قربانیان ویژه، عقب‌نشینی نمی‌کنم و شخصیت گربه‌ای اشاره کرد.

## اوایل زندگی و تحسیلات
لیزا کولون-زایاس با نام تولد لیزا کولون در سال ۱۹۷۲ در ناحیه برانکس شهر نیویورک به دنیا آمد. او تباری پورتوریکویی دارد. کولون-زایاس مدرک کارشناسی خود را در رشته تئاتر از دانشگاه ایالتی نیویورک در آلبانی گرفته است.

## حرفه بازیگری
کولون زایاس کار خود را خارج از برادوی آغاز کرد. او با نوشتن، تهیه کنندگی و بازی در یک نمایشنامه نیمه اتوبیوگرافیک تحت عنوان سیستای معظم، که در آن او به عنوان یک زن لاتین در نیویورک در طول دهه‌های ۱۹۷۰ و ۱۹۸۰ به تصویر کشیده شده بود، وارد تئاتر اصلی شد. کولون-زایاس از زمان تأسیس گروه تئاتر لبرینث در سال ۱۹۹۲، (که شامل یک گروه بازیگران سیار مستقر در نیویورک بود) عضو آن است. در سال ۱۹۹۹، او در نمایشنامه‌ای به نام در عربستان ما همه پادشاه خواهیم بود به نویسندگی و کارگردانی فیلیپ سیمور هافمن ایفای نقش کرد. یکی از به یاد ماندنی‌ترین نقش‌های کولون زایا برای تماشاگران تئاتر، نقش «بانوی کلیسا» در درام برنده جایزه پولیتزر استفان ادلی گویرگیس به نام بین رودخانه و دیوانه بود که در سال ۲۰۱۴ اجرا شد.
کولون-زایاس برنده جایزه لوسیل لورتل برای بازیگر برجسته زن برای نقش‌آفرینی خود در این اثر شد. او یک بار دیگر در سال ۲۰۲۲ در برادوی در استیج دوم تئاتر هیز بازی کرد. در سال ۲۰۲۱، او توسط بنیاد انجمن نمایشنامه‌نویسان مفتخر به دریافت جایزه مدج ایوانز و سیدنت کینگزلی شد. جایزه DGF به نمایشنامه‌نویسان و بازیگران زن در اواسط دوران حرفه‌ای خود برای عملکرد درخشان در تئاتر در تئاتر اعطا می‌شود.
کولون علاوه بر تئاتر در زمینه سینمای نیز فعالیت دارد. او در یونایتد (۲۰۰۶)، قتل محقانه (۲۰۰۸) و فیلم ترسناک اکشن پاکسازی: سال انتخابات (۲۰۱۶) ظاهر شده است. کولون زایاس همچنین در مجموعه‌های تلویزیونی مانند سکس و شهر، نظم و قانون: واحد قربانیان ویژه، خون آبی، دکستر و بسیاری آثار دیگر ظاهر شده است. در سال ۲۰۱۹ اولین نقش مکمل خود را دریافت کرد و در سال ۲۰۲۱، در نقش ریتا به سریال درام برنده جایزه امی درمان پیوست. در سال ۲۰۲۲، کولون-زایاس پس از بازی در نقش تینا مارو در سریال کمدی درام تحسین‌شده شبکه هولو به نام خرس به شهرت رسید. او برای ایفای این نقش مورد تحسین منتقدان قرار گرفته است و بات آن برنده جوایزی همچون جایزه انجمن بازیگران و جایزه ایمیجن شده است. او بابت نقش خود در مجموعه کمدی درام خرس موفق به کسب جایزه امی ساعات پربیننده برای بهترین بازیگر نقش مکمل زن در مجموعه تلویزیونی کمدی در سال ۲۰۲۴ شد. این اتفاق او را تبدیل به اولین هنرمند لاتین کرد که موفق به برنده شدن در این دسته‌بندی شده است.

## زندگی شخصی
کولون-زایاس با یک بازیگر پورتوریکویی‌تبار دیگر به نام دیوید زایاس که بیشتر برای نقش انجل باتیستا در مجموعه تلویزیونی دکستر شبکه شوتایم شناخته می‌شود ازدواج کرده است.